# 阿爾托 (喬治亞州)
阿爾托（英語：Alto）是一個位於美國喬治亞州班克斯縣與哈伯沙姆縣的城鎮。

## 地理
阿爾托的座標為34°28′00″N 83°34′26″W / 34.46667°N 83.57389°W，而該地的平均海拔高度為426米（即1398英尺）。

## 人口
根據2010年美國人口普查的數據，阿爾托的面積為2.90平方千米，當中陸地面積為2.90平方千米，而水域面積為0.00平方千米。當地共有人口1172人，而人口密度為每平方千米404人。